# Кара-Елга (Кукморский район)
Кара-Елга — посёлок в Большесардекском сельском поселении Кукморского района Татарстана.

## География
Расположен на реке Бырбаш, в 23 км к северо-западу от города Кукмора.

## История
Посёлок Кара-Елга основан не позднее середины XIX века. В исторических документах также упоминается как Караиль.
До 1861 года жители относились к сословию государственных крестьян. Их основные занятия в этот период — земледелие и скотоводство.
В «Списке населенных мест по сведениям 1859—1873 годов», изданном в 1876 году, населённый пункт упомянут как казённая деревня Караилга 2-го стана Малмыжского уезда Вятской губернии. Располагалась при речке Сардынке, по правую сторону Елабужского почтового тракта, в 32 верстах от уездного города Малмыжа и в 31 версте от становой квартиры в казённом селе Поляны (Вятские Поляны). В деревне, в 9 дворах жили 43 человека (24 мужчины и 19 женщин).
В конце XIX века земельный надел сельской общины составлял 249,2 десятины.
До 1920 года посёлок входил в Сардыбашскую волость Малмыжского уезда Вятской губернии. С 1920 года в составе Арского кантона ТАССР. С 10 августа 1930 года в Кукморском, с 1 февраля 1963 — в Сабинском, с 12 января 1965 — в Кукморском районах.
В 1929 году посёлок в составе колхоза «Динамо», с 1994 — объединения крестьянских хозяйств «Игенче» (с 2002 г. сельскохозяйственный производственный кооператив), с 2007 — общества с ограниченной ответственностью «Агрофирма Бор», с 2014 — общества с ограниченной ответственностью «Исток Агро», с 2016 — общества с ограниченной ответственностью «Агрофирма Игенче Плюс», с 2018 — общества с ограниченной ответственностью «Восток Агро».

## Население
| 1859 | 1873 | 1884 | 1920 | 1926 | 1938 | 1949 | 1958 | 1970 | 1979 | 1989 | 2002 | 2010 | 2017 |
| ---- | ---- | ---- | ---- | ---- | ---- | ---- | ---- | ---- | ---- | ---- | ---- | ---- | ---- |
| 43   | 43   | 75   | 107  | 117  | 123  | 99   | 37   | 80   | 102  | 126  | 96   | 82   | 80   |

Национальный состав посёлка — татары.

## Экономика
Основное занятие жителей — полеводство.

## Религия
В посёлке действует мечеть (с 2014 г.).